# Bixnmacherei

Das Holzschild weist an einer öffentlichen Straße in der oberbayerischen Gemeinde Pastetten auf die Geburt eines weiblichen Säuglings hin.

Als Bixnmacher oder Büchsenmacher werden im Sprachgebrauch Väter von Töchtern bezeichnet. Schilder mit der Aufschrift Bixnmacherei zeigen vor allem in ländlichen Gebieten Oberbayerns die Geburt eines weiblichen Säuglings an. Häufig sind diese Schilder mit zahlreichen leeren Konservenbüchsen dekoriert.

## Hintergrund
Die leeren Dosen galten als Aufruf an die Dorfgemeinschaft und Verwandten, sich mit Spenden zu beteiligen. Sie erinnern daran, dass früher die Geburt von Töchtern für Bauernfamilien eine finanzielle Belastung bedeutete, weil sie sich nicht im gleichen Maß wie Söhne zur Arbeit einsetzen ließen und außerdem vor ihrer Hochzeit von den Eltern Brautgeld aufzubringen war.
Der Begriff Bixn hängt zudem mit dem Erbrecht und der dünnen Besiedlung im Oberland oder den abgelegenen Tälern der Alpen zusammen. Bekam ein Altbauer nur Mädchen, fehlte der Jungbauer, der seinen Eltern als Rentengeber hätte dienen müssen. Man zeigte also Nachbarn frühzeitig an, dass man einen Schwiegersohn sucht. Für die Zweit- und Drittgeborenen der Nachbarn war diese Information sehr wichtig, weil sie auf diese Weise Gelegenheit hatten, Eigentümer eines Hofes zu werden.
Ursprünglich wurde ein Mann, der ausschließlich Töchter zeugte, als „Bixnmacher“ bezeichnet. Inzwischen verwendet man den Brauch auch nach der Geburt eines einzigen Mädchens.
Das Wort „Bixn“ bezeichnet in Bayern mundartlich allgemein eine Frau. Sprachwissenschaftler geben zu bedenken, dass dabei stets die Reduktion auf das weibliche Geschlechtsteil (Büchse = Vagina) mitschwingt und der Begriff deshalb durchaus als Pejorativum (Abwertung) zu verstehen ist.
Die Bräuche um die Bixnmacherei bilden eine Analogie zur Lumpenmacherei oder Zipfelmacherei.